# Pont Lafranconi
Le pont lafranconi (en slovaque : Most lafranconi) est un pont autoroutier enjambant le Danube dans la capitale de la Slovaquie, Bratislava. Le pont est emprunté par l'autoroute D2.

## Histoire
Le nom du pont à l'origine était pont de la jeunesse, en slovaque : Most Mládeže. Mais il lui a été finalement préféré pont lafranconi par référence à la résidence étudiant qui était situé sur la rive gauche qui était nommée en référence à Grazioso Enea Lanfranconi architecte italien, fondateur de la société historique hongroise. La construction dura de 1985 à 1991. Il fut inauguré en 1992.